# Sphaeronella amphilochi
Sphaeronella amphilochi är en kräftdjursart som beskrevs av Hansen 1897. Sphaeronella amphilochi ingår i släktet Sphaeronella, och familjen Nicothoidae. Arten är reproducerande i Sverige.